# アン・ダーウィン

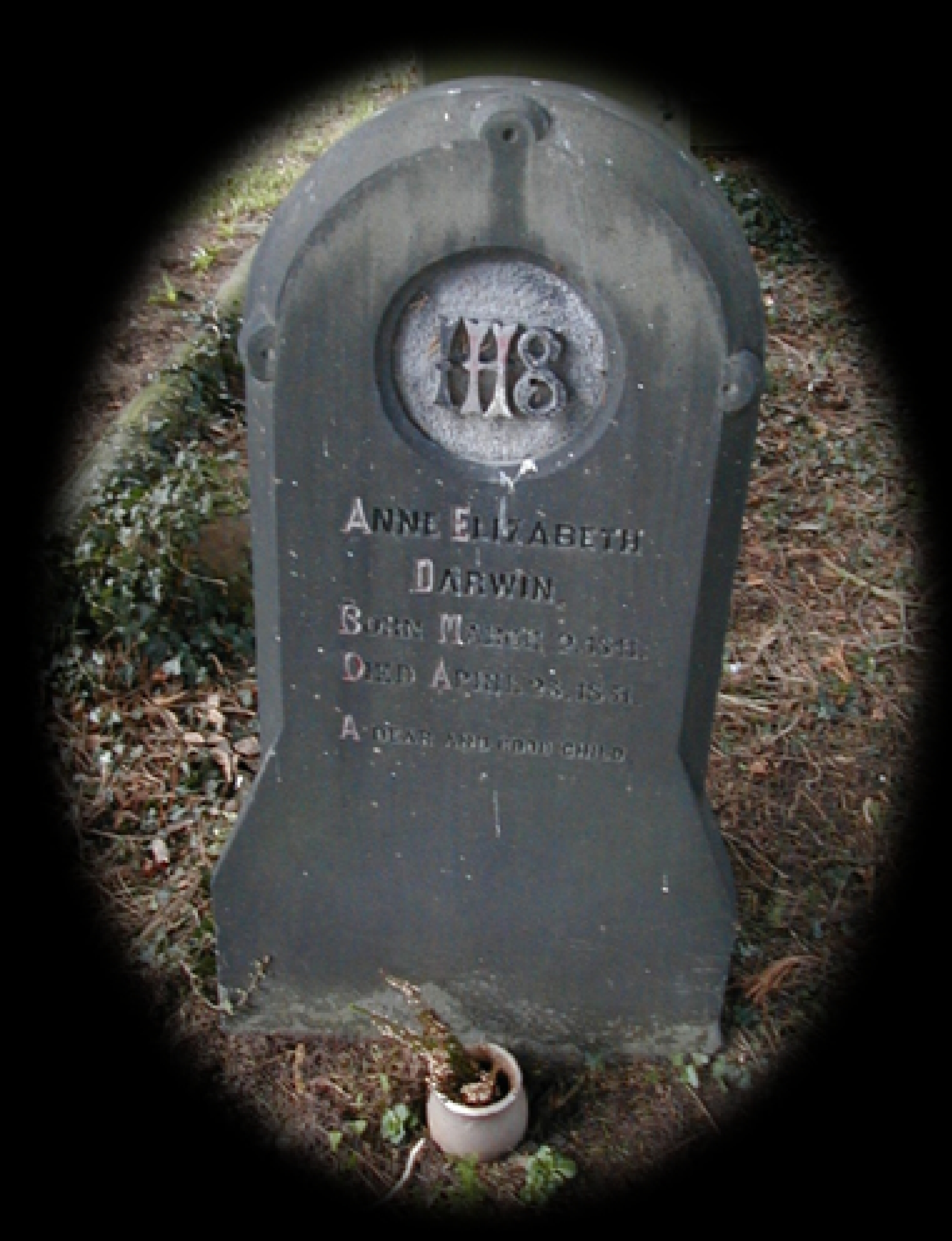
Great Malvernにあるアニの墓

アン・エリザベス・ダーウィン、愛称アニ(Anne Elizabeth "Annie" Darwin, 1841年3月2日 – 1851年4月23日)はチャールズ・ダーウィンとエマ・ダーウィンの二番目の子供で長女であった。

## 生涯
伝記作家たちによると、アンは親に大きな喜びをもたらした愛嬌のある子であった。著名なダーウィンの研究者であるE. Janet Browneはアンについて次のように書いている:
「アンは・・・父の自慢の愛娘であり、一番好みの子供であるとチャールズ・ダーウィンは[友達である従兄弟のWilliam Darwin] Foxに告白した。どの子供よりもアンは父に自発的な愛情で対したので、父を深く感動させた。アンは父の髪を解す事や父の服装を撫でて整えたりするのを好んで、自分の作業箱に入れて置くために紙を繊細に切り取ったり、リボンを糸でつけたり、自分の人形と空想の世界のために小さなものを縫いたりした、生まれつきにきちんとしすぎて綺麗好きの子だった。」
1849年にアンは他の二人の姉妹と共に猩紅熱に掛かって、その時から健康が衰退した。アンは実は結核に掛かったと考えている権威者たちも一部いる。Gullyの水治療法に儚い望みを抱いて、チャールズ・ダーウィンはアンをウスターシャー州にある温泉街のGreat Malvernへ連れて行った。アンはWorcester RoadにあるMontreal Houseで十歳で死に、Great Malvern Priory教会の墓地に葬られた。
アンの死は親に取って残酷な衝撃だった。チャールズ・ダーウィンは自身の回顧録に「我々は家庭の喜びと老年の慰安を失ってしまった・・・ああ我々がどんなに深く、どんなに優しくアンの愛しき笑顔をまだ愛していて、永遠に愛し続けるはずなのか、アンに今分かりますように。」と書いた。

## 小説 「ダーウィンと家族の絆」
2000年頃、チャールズ・ダーウィンの孫の孫であるRandal Keynesはチャールズとエマが集めて置いたアンの遺品が入っている箱を発見した。Randalはチャールズ・ダーウィンとアンの関係を中心に、「ダーウィンと家族の絆 (Annie’s Box)」と名付けられたチャールズ・ダーウィンの伝記を書いた。2009年の映画『クリエイション ダーウィンの幻想』(Creation)の脚本はこの本に基づいている。